# 约翰·库利奇·亚当斯
约翰·库利奇·亚当斯（英語：John Coolidge Adams，1947年2月15日—），一般简称为约翰·亚当斯或亚当斯，美国当代古典音乐作曲家，简约主义音乐的代表人物之一。亚当斯的音乐结合了简约主义音乐和浪漫主义的部分风格，其歌剧《尼克松在中国》是20世纪下半叶最著名的歌剧作品之一。

## 早年生平
约翰·亚当斯在马萨诸塞州出生，幼年时即学习吹奏单簧管，而且十岁出头便已经有自己创作的音乐作品上演。后来他又就读于哈佛大学。1972年至1984年，亚当斯任教于旧金山音乐学院。1978年，他写出了弦乐作品《震教徒的环》（Shaker Loops)，这部作品后来成为简约主义音乐的经典作品之一。

## 音乐风格
虽然被广泛归入简约主义乐派，亚当斯的音乐与该乐派的中坚人物斯蒂夫·莱奇和菲利普·格拉斯依然有较大的不同。在他的音乐里，听到的不是音符微妙的律动，而是一种与当代高速度生活丝丝入扣的机械飞驰之音，这在他的乐队作品《快机器中的短旅程》（Short Ride in a Fast Machine）中表现得很明显。这部作品中贯穿始终的稳定如一的木鱼敲击声和“快机器”（一般理解为一辆奔驰的跑车）欢快的加速飞驰声交错相映，也是亚当斯音乐的一个典型风格。

## 歌剧大师
1987年首演的歌剧《尼克松在中国》奠定了亚当斯20世纪重要的歌剧作曲家的地位，这部歌剧取材于1972年美国总统尼克松的对华访问，是历史上少有的取材于当代新闻事件的歌剧，但亚当斯却把它写成一部充满浪漫主义时期的英雄主义气质的大歌剧。剧中的音乐非常动听，尤其是尼克松以及周恩来等角色所唱的咏叹调，展示了亚当斯杰出的旋律天赋。此后亚当斯又创作了以1985年阿基莱·劳伦号劫船事件为题材的《克林霍弗之死》（The Death of Klinghoffer）、以曼哈顿计划为背景的《原子博士》（Doctor Atomic）等歌剧。

## 作品
- 1977：钢琴小品《中国之门（英语：China Gates）》
- 1986：乐队曲《快机器中的短旅程》
- 1987：歌剧《尼克松在中国》
- 1993：小提琴协奏曲（英语：Violin Concerto (Adams)）
- 2019：钢琴协奏曲《魔鬼必歌妙音耶？》

## 影响

### 音乐演出
荷兰指挥家艾度·迪华特是亚当斯作品演绎专家。

### 衍生影响
电脑游戏《文明IV》当中采用了很多约翰·亚当斯的音乐作为配乐。

## 延伸阅读
- K. Robert Schwarz, "Process vs. Intuition in the Recent Works of Steve Reich and John Adams", American Music Vol. 8, No. 3 (Autumn 1990), pp. 245–273.
- Brent Heisinger, "American Minimalism in the 1980s", American Music Vol. 7, No. 4 (Winter 1989), pp. 430–447.
- Thomas May. The John Adams Reader (ISBN 1-57467-132-4)
- K. Robert Schwartz, Minimalists, Phaidon Press Inc. ISBN 0-7148-4773-9
- John Richardson, "John Adams: A Portrait and a Concert of American Music", American Music Vol. 23, No. 1 (Spring 2005), pp. 131–133.  [review]
- Matthew Daines, "The Death of Klinghoffer by John Adams", American Music Vol. 16, No. 3 (Autumn 1998), pp. 356–358.  [review]
- J. Thomas Rimer, "Nixon in China by John Adams", American Music Vol. 12, No. 3 (Autumn 1994), pp. 338–341.  [review]